# Lukáš Vorlický
Lukáš Vorlický (* 18. ledna 2002 Boskovice) je český profesionální fotbalista, který hraje na pozici ofenzivního záložníka za český klub SK Slavia Praha. Je také bývalým českým mládežnickým reprezentantem.
Jeho otcem je trenér a bývalý prvoligový fotbalista Jiří Vorlický.

## Hráčská kariéra
Začínal v rodných Boskovicích, odkud se roku 2014 přesunul do klubu Žijeme Hrou (ten sdružuje mládež z Bořitova, Drnovic, Kunštátu, Lysic, Olešnice a Svitávky). Od téhož roku hostoval ve Zbrojovce Brno, kam v roce 2015 přestoupil.

### Atalanta
Na začátku roku 2018 odešel do italské Atalanty BC. Za klub nastupoval i v nejvyšší juniorské soutěži – Primavera (26 startů a 7 branek, platné k 8. březnu 2023). V sezoně 2019/20 se Atalanta stala juniorským mistrem Itálie, Lukáš Vorlický však nezasáhl do žádného utkání. V lednu 2021 vyhrál s atalantskou juniorkou Italský superpohár a ve finále k tomu přispěl jedním gólem.
V neděli 19. února 2023 debutoval v dresu Atalanty v Serii A. Do hry přišel v 75. minutě namísto Édersona, Atalanta však podlehla Lecce 1:2 (poločas 0:1).

### Slavia Praha
V únoru 2024 přestoupil Vorlický zpátky do Česka, kde posílil pražskou Slavii a v Edenu se upsal do června 2027.

## Reprezentační kariéra
V letech 2017–2018 byl členem mládežnických reprezentací České republiky. Nastupoval za reprezentační výběry do 15 let (4 starty/219 minut/1 vstřelená branka + Future 2/142/1), do 16 let (12/616/3) a do 17 let (3/242/0).

## Statistiky
| Ročník          | Zápasy | Góly | Minuty | Klub        |
| --------------- | ------ | ---- | ------ | ----------- |
| Serie A 2022/23 | 3      | 0    | 21     | Atalanta BC |
| CELKEM SERIE A  | 3      | 0    | 21     |             |